# Neuaufnahmen in das UNESCO-Kultur- und -Naturerbe 2008
Im Jahr 2008 fanden die im Folgenden Neuaufnahmen in das UNESCO-Kultur- und -Naturerbe statt.

## Welterbestätten
Auf der 32. Sitzung des Welterbekomitees vom 2. bis zum 10. Juni 2008 in Québec wurden 25 Stätten in das Welterbe aufgenommen, darunter 17 Kulturstätten und acht Naturstätten.
Bei vier Stätten wurden signifikante Erweiterungen vorgenommen.
| Vertragsstaat(en)               | Bezeichnung                                                                             | Typ | Ref. | Anmerkungen |
| ------------------------------- | --------------------------------------------------------------------------------------- | --- | ---- | ----------- |
| Deutschland                     | Siedlungen der Berliner Moderne (Lage)                                                  | K   | 1239 |             |
| Frankreich                      | Festungsanlagen von Vauban (Lage)                                                       | K   | 1283 |             |
| Frankreich                      | Lagunen von Neukaledonien: Riffdiversität und zugehörige Ökosysteme (Lage)              | N   | 1115 |             |
| Iran                            | Armenische Klosteranlagen im Iran (Lage)                                                | K   | 1262 |             |
| Island                          | Surtsey (Lage)                                                                          | N   | 1267 |             |
| Israel                          | Heilige Stätten der Baha'i in Haifa und West-Galiläa (Lage)                             |     |      |             |
| Italien                         | Mantua und Sabbioneta (Lage)                                                            | K   | 1287 |             |
| Jemen                           | Sokotra-Archipel (Lage)                                                                 | N   | 1263 |             |
| Kambodscha                      | Tempel Preah Vihear (Lage)                                                              | K   | 1224 |             |
| Kanada                          | Fossile Felsenküste Joggins (Lage)                                                      | N   | 1285 |             |
| Kasachstan                      | Saryarka - Steppe und Seen von Nordkasachstan (Lage)                                    | N   | 1102 |             |
| Kenia                           | Heilige Kayas-Wälder der Mijikenda (Lage)                                               | K   | 1231 |             |
| Kroatien                        | Ebene von Stari Grad (Lage)                                                             | K   | 1240 |             |
| Kuba                            | Historisches Zentrum von Camagüey (Lage)                                                | K   | 1270 |             |
| Mexiko                          | Befestigte Stadt San Miguel und Wallfahrtskirche Jesús de Nazareno de Atotonilco (Lage) | K   | 1274 |             |
| Mexiko                          | Biosphärenreservat Mariposa Monarca (Lage)                                              | N   | 1290 |             |
| Papua-Neuguinea                 | Stätte der frühen Landwirtschaft von Kuk (Lage)                                         | K   | 887  |             |
| San Marino                      | Historisches Zentrum von San Marino und Monte Titano (Lage)                             | K   | 1245 |             |
| Saudi-Arabien                   | Archäologische Stätte Al-Hijr (Madâin Sâlih) (Lage)                                     | K   | 1293 |             |
| Schweiz                         | Schweizer Tektonikarena Sardona (Lage)                                                  | N   | 1179 |             |
| Slowakei                        | Holzkirchen im slowakischen Teil der Karpaten (Lage)                                    | K   | 1273 |             |
| Vanuatu                         | Kulturlandschaft "Chief Roi Mata's Domain" (Lage)                                       | K   | 1280 |             |
| Volksrepublik China             | Nationalpark Mount Sanqingshan (Lage)                                                   | N   | 1292 |             |
| Volksrepublik China             | Tulou von Fujian (Lage)                                                                 | K   | 1113 |             |
| transnational: Italien, Schweiz | Rhätische Bahn in der Landschaft Albula/Bernina (Lage)                                  | K   | 1276 |             |

Bei folgenden Stätten wurden signifikante Erweiterungen vorgenommen: 
| Vertragsstaat(en)                                  | Bezeichnung                                                          | Typ | Ref. | Anmerkungen |
| -------------------------------------------------- | -------------------------------------------------------------------- | --- | ---- | ----------- |
| Albanien                                           | Historische Zentren von Berat und Gjirokastra (Lage)                 | K   | 569  |             |
| Indien                                             | Gebirgseisenbahnen Indiens ()                                        | K   | 944  |             |
| Spanien                                            | Altamira-Höhle und paleolithische Höhlenkunst von Nordspanien (Lage) | K   | 310  |             |
| transnational: Deutschland, Vereinigtes Königreich | Grenzen des Römischen Reiches (Lage)                                 | K   | 430  |             |